# Euchaetis iozona
Euchaetis iozona là một loài bướm đêm thuộc họ Oecophoridae. Nó được tìm thấy ở New South Wales, Nam Úc, Tây Úc và Victoria.
Ấu trùng ăn các loài the green leaves của Eucalyptus. Chúng sống ở a silken tube between tied green leaves.